# Fußball-Club Gelsenkirchen-Schalke 04 1997-1998
Questa voce raccoglie le informazioni riguardanti il Fußball-Club Gelsenkirchen-Schalke 04 nelle competizioni ufficiali della stagione 1997-1998.

## Stagione
Nella stagione 1997-1998 il Schalke, allenato da Huub Stevens, concluse il campionato di Bundesliga al 5º posto. In Coppa di Germania il Schalke fu eliminato al secondo turno dall'Eintracht Treviri. In Coppa UEFA il Schalke fu eliminato ai quarti di finale dall'Inter.

## Rosa
| N. |                        | Ruolo | Calciatore          |
| -- | ---------------------- | ----- | ------------------- |
| 1  | Germania (bandiera)    | P     | Jens Lehmann        |
| 2  | Germania (bandiera)    | D     | Thomas Linke        |
| 3  | Rep. Ceca (bandiera)   | C     | Radoslav Látal      |
| 4  | Germania (bandiera)    | D     | Yves Eigenrauch     |
| 6  | Germania (bandiera)    | C     | Andreas Müller      |
| 7  | Belgio (bandiera)      | A     | Michaël Goossens    |
| 8  | Germania (bandiera)    | C     | Ingo Anderbrügge    |
| 9  | Paesi Bassi (bandiera) | A     | Youri Mulder        |
| 10 | Germania (bandiera)    | D     | Olaf Thon           |
| 11 | Germania (bandiera)    | A     | Martin Max          |
| 12 | Paesi Bassi (bandiera) | D     | Marco van Hoogdalem |
| 13 | Germania (bandiera)    | C     | Markus Anfang       |
| 14 | Russia (bandiera)      | C     | Denis Klyuev        |

| N. |                        | Ruolo | Calciatore        |
| -- | ---------------------- | ----- | ----------------- |
| 15 | Germania (bandiera)    | C     | Arnold Dybek      |
| 16 | Germania (bandiera)    | C     | Oliver Held       |
| 18 | Paesi Bassi (bandiera) | A     | René Eijkelkamp   |
| 19 | Germania (bandiera)    | C     | Michael Büskens   |
| 20 | Rep. Ceca (bandiera)   | C     | Jiří Němec        |
| 21 | Germania (bandiera)    | D     | Marco Kurz        |
| 22 | Germania (bandiera)    | P     | Mathias Schober   |
| 23 | Croazia (bandiera)     | C     | Filip Tapalović   |
| 24 | Belgio (bandiera)      | C     | Marc Wilmots      |
| 25 | Paesi Bassi (bandiera) | D     | Johan de Kock     |
| 27 | Germania (bandiera)    | C     | Mark Schierenberg |
| 31 | Angola (bandiera)      | A     | Miguel Pereira    |

## Organigramma societario
Area tecnica
- Allenatore: Huub Stevens
- Allenatore in seconda: Hubert Neu
- Preparatore dei portieri: Michael Stahl
- Preparatori atletici:

## Calciomercato

### Sessione estiva
| Acquisti | Acquisti          | Acquisti           | Acquisti |
| R.       | Nome              | da                 | Modalità |
| -------- | ----------------- | ------------------ | -------- |
| C        | Markus Anfang     | Fortuna Düsseldorf |          |
| A        | René Eijkelkamp   | PSV                |          |
| A        | Michaël Goossens  | Genoa              |          |
| C        | Denis Klyuev      | Lierse             |          |
| C        | Mark Schierenberg | Wattenscheid 09    |          |
| C        | Filip Tapalović   | Bochum             |          |

| Cessioni | Cessioni     | Cessioni  | Cessioni |
| R.       | Nome         | a         | Modalità |
| -------- | ------------ | --------- | -------- |
| A        | David Wagner | Gütersloh |          |

### Sessione invernale
| Acquisti | Acquisti | Acquisti | Acquisti |
| R.       | Nome     | da       | Modalità |
| -------- | -------- | -------- | -------- |

| Cessioni | Cessioni | Cessioni | Cessioni |
| R.       | Nome     | a        | Modalità |
| -------- | -------- | -------- | -------- |

## Risultati

### Bundesliga

#### Girone di andata
| Arbitro: | Wagner |

|                               |           |             |
| de Kock 59’ van Hoogdalem 65’ | Marcatori | 10’ Kirsten |

| Arbitro: | Koop |

|             |           |  |
| Steffen 54’ | Marcatori |  |

| Arbitro: | Weber |

|                 |           |  |
| Anderbrügge 86’ | Marcatori |  |

| Arbitro: | Albrecht |

|                               |           |  |
| Marschall 32’, 63’ Sforza 40’ | Marcatori |  |

| Arbitro: | Aust |

|                  |           |  |
| de Kock 14’, 58’ | Marcatori |  |

| Wolfsburg 13 settembre 1997, ore 15:30 CEST 6ª giornata | Wolfsburg | 0 – 0 referto | Schalke 04 | VfL-Stadion am Elsterweg (15 500 spett.)\| Arbitro: \| Stark \| |
| Arbitro:                                                | Stark     |               |            |                                                                 |

| Arbitro: | Fröhlich |

|                                    |           |                                |
| Goossens 9’ Anderbrügge 63’ (rig.) | Marcatori | 29’ Dembiński 35’ Salihamidžić |

| Arbitro: | Steinborn |

|            |           |             |
| Tarnat 50’ | Marcatori | 26’ Wilmots |

| Arbitro: | Heynemann |

|             |           |  |
| Wilmots 55’ | Marcatori |  |

| Arbitro: | Berg |

|  |           |                     |
|  | Marcatori | 44’ Held 86’ Mulder |

| Arbitro: | Buchhart |

|                                                     |           |              |
| Dowe 18’ Barbarez 39’ (rig.) Neuville 59’ Pamić 88’ | Marcatori | 69’ Goossens |

| Arbitro: | Wack |

|                          |           |  |
| Wilmots 69’ Goossens 76’ | Marcatori |  |

| Stoccarda 1º novembre 1997, ore 15:30 CET 13ª giornata | Stoccarda | 0 – 0 referto | Schalke 04 | Gottlieb-Daimler-Stadion (52 900 spett.)\| Arbitro: \| Koop \| |
| Arbitro:                                               | Koop      |               |            |                                                                |

| Arbitro: | Albrecht |

|                       |           |  |
| Linke 76’ Büskens 90’ | Marcatori |  |

| Arbitro: | Fröhlich |

|                    |           |                |
| Bode 36’ Ramzy 38’ | Marcatori | 34’ Eijkelkamp |

| Arbitro: | Keßler |

|                     |           |  |
| Max 50’ Wilmots 90’ | Marcatori |  |

| Arbitro: | Weber |

|           |           |         |
| Reina 70’ | Marcatori | 82’ Max |

#### Girone di ritorno
| Leverkusen 6 dicembre 1997, ore 15:30 CET 18ª giornata | Bayer Leverkusen | 0 – 0 referto | Schalke 04 | Ulrich-Haberland-Stadion (22 500 spett.)\| Arbitro: \| Stark \| |
| Arbitro:                                               | Stark            |               |            |                                                                 |

| Arbitro: | Dardenne |

|            |           |             |
| de Kock 5’ | Marcatori | 30’ Osthoff |

| Arbitro: | Jansen |

|                    |           |                        |
| But 26’ Möller 79’ | Marcatori | 75’ Klyuev 90’ Lehmann |

| Arbitro: | Buchhart |

|                   |           |            |
| van Hoogdalem 58’ | Marcatori | 9’ Hristov |

| Arbitro: | Strampe |

|  |           |         |
|  | Marcatori | 41’ Max |

| Arbitro: | Merk |

|             |           |            |
| Wilmots 12’ | Marcatori | 37’ Präger |

| Arbitro: | Steinborn |

|              |           |           |
| Gravesen 70’ | Marcatori | 34’ Linke |

| Arbitro: | Aust |

|           |           |  |
| Linke 19’ | Marcatori |  |

| Arbitro: | Dardenne |

|            |           |                                         |
| Preetz 54’ | Marcatori | 22’ Wilmots 47’ Thon 74’ Max 90’ Müller |

| Arbitro: | Kemmling |

|           |           |  |
| Látal 90’ | Marcatori |  |

| Gelsenkirchen 28 marzo 1998, ore 15:30 CET 28ª giornata | Schalke 04 | 0 – 0 referto | Hansa Rostock | Parkstadion (47 650 spett.)\| Arbitro: \| Fröhlich \| |
| Arbitro:                                                | Fröhlich   |               |               |                                                       |

| Arbitro: | Merk |

|                                    |           |  |
| Michalke 44’ Baştürk 74’ Mamić 87’ | Marcatori |  |

| Arbitro: | Steinborn |

|                                           |           |                                             |
| Wilmots 5’ Goossens 10’ van Hoogdalem 46’ | Marcatori | 15’, 69’ Akpoborie 45’ Poschner 90’ Verlaat |

| Karlsruhe 18 aprile 1998, ore 15:30 CEST 31ª giornata | Karlsruhe | 0 – 0 referto | Schalke 04 | Wildparkstadion (33 600 spett.)\| Arbitro: \| Fandel \| |
| Arbitro:                                              | Fandel    |               |            |                                                         |

| Arbitro: | Buchhart |

|  |           |          |
|  | Marcatori | 18’ Bode |

| Arbitro: | Wagner |

|           |           |  |
| Gorges 8’ | Marcatori |  |

| Arbitro: | Merk |

|                                      |           |            |
| van Hoogdalem 44’ (rig.), 77’ (rig.) | Marcatori | 14’ Gerber |

### Coppa di Germania
| Arbitro: | Buchhart |

|  |           |             |
|  | Marcatori | 20’ Wilmots |

| Arbitro: | Lange |

|             |           |  |
| Thömmes 76’ | Marcatori |  |

### Coppa UEFA
| Arbitro: | Khusainov |

|                  |           |  |
| Goossens 7’, 23’ | Marcatori |  |

| Arbitro: | Pairetto |

|                        |           |                                 |
| Vulić 20’ Računica 34’ | Marcatori | 21’ Wilmots 68’, 73’ Eijkelkamp |

| Arbitro: | Coroado |

|          |           |  |
| Thon 18’ | Marcatori |  |

| Arbitro: | Boggi |

|              |           |                               |
| De Boeck 16’ | Marcatori | 58’ van Hoogdalem 66’ Wilmots |

| Braga 25 novembre 1997, ore CET Ottavi di finale | Braga        | 0 – 0 referto | Schalke 04 | Estádio 1º Maio (17 000 spett.)\| Arbitro: \| van der Ende \| |
| Arbitro:                                         | van der Ende |               |            |                                                               |

| Arbitro: | Vega |

|                        |           |  |
| Max 46’ Eijkelkamp 63’ | Marcatori |  |

| Arbitro: | Meier |

|             |           |  |
| Ronaldo 16’ | Marcatori |  |

| Arbitro: | Veissière |

|              |           |          |
| Goossens 90’ | Marcatori | 92’ West |

## Statistiche

### Statistiche di squadra
| Competizione      | Punti | In casa | In casa | In casa | In casa | In casa | In casa | In trasferta | In trasferta | In trasferta | In trasferta | In trasferta | In trasferta | Totale | Totale | Totale | Totale | Totale | Totale | DR  |
| Competizione      | Punti | G       | V       | N       | P       | Gf      | Gs      | G            | V            | N            | P            | Gf           | Gs           | G      | V      | N      | P      | Gf     | Gs     | DR  |
| ----------------- | ----- | ------- | ------- | ------- | ------- | ------- | ------- | ------------ | ------------ | ------------ | ------------ | ------------ | ------------ | ------ | ------ | ------ | ------ | ------ | ------ | --- |
| Bundesliga        | 52    | 17      | 10      | 5       | 2       | 24      | 12      | 17           | 3            | 8            | 6            | 14           | 20           | 34     | 13     | 13     | 8      | 38     | 32     | +6  |
| Coppa di Germania | -     | 0       | 0       | 0       | 0       | 0       | 0       | 2            | 1            | 0            | 1            | 1            | 1            | 2      | 1      | 0      | 1      | 1      | 1      | 0   |
| Coppa UEFA        | -     | 4       | 3       | 1       | 0       | 6       | 1       | 4            | 2            | 1            | 1            | 5            | 4            | 8      | 5      | 2      | 1      | 11     | 5      | +6  |
| Totale            | 52    | 21      | 13      | 6       | 2       | 30      | 13      | 23           | 6            | 9            | 8            | 20           | 25           | 44     | 19     | 15     | 10     | 50     | 38     | +12 |

### Andamento in campionato
| Giornata  | 1 | 2 | 3 | 4  | 5 | 6 | 7 | 8 | 9 | 10 | 11 | 12 | 13 | 14 | 15 | 16 | 17 | 18 | 19 | 20 | 21 | 22 | 23 | 24 | 25 | 26 | 27 | 28 | 29 | 30 | 31 | 32 | 33 | 34 |
| --------- | - | - | - | -- | - | - | - | - | - | -- | -- | -- | -- | -- | -- | -- | -- | -- | -- | -- | -- | -- | -- | -- | -- | -- | -- | -- | -- | -- | -- | -- | -- | -- |
| Luogo     | C | T | C | T  | C | T | C | T | C | T  | T  | C  | T  | C  | T  | C  | T  | T  | C  | T  | C  | T  | C  | T  | C  | T  | C  | C  | T  | C  | T  | C  | T  | C  |
| Risultato | V | P | V | P  | V | N | N | N | V | V  | P  | V  | N  | V  | P  | V  | N  | N  | N  | N  | N  | V  | N  | N  | V  | V  | V  | N  | P  | P  | N  | P  | P  | V  |
| Posizione | 3 | 8 | 3 | 11 | 3 | 4 | 6 | 6 | 4 | 3  | 5  | 3  | 3  | 3  | 5  | 4  | 5  | 5  | 5  | 5  | 5  | 5  | 4  | 4  | 4  | 4  | 4  | 4  | 4  | 4  | 4  | 5  | 6  | 5  |

Legenda:

Luogo: C = Casa; T = Trasferta. Risultato: V = Vittoria; N = Pareggio; P = Sconfitta.

### Statistiche dei giocatori
| Giocatore        | Bundesliga | Bundesliga | Bundesliga  | Bundesliga | Coppa di Germania | Coppa di Germania | Coppa di Germania | Coppa di Germania | Coppa UEFA | Coppa UEFA | Coppa UEFA  | Coppa UEFA | Totale   | Totale | Totale      | Totale     |
| Giocatore        | Presenze   | Reti       | Ammonizioni | Espulsioni | Presenze          | Reti              | Ammonizioni       | Espulsioni        | Presenze   | Reti       | Ammonizioni | Espulsioni | Presenze | Reti   | Ammonizioni | Espulsioni |
| ---------------- | ---------- | ---------- | ----------- | ---------- | ----------------- | ----------------- | ----------------- | ----------------- | ---------- | ---------- | ----------- | ---------- | -------- | ------ | ----------- | ---------- |
| I. Anderbrügge   | 15         | 2          | 1           | 0          | 1                 | 0                 | 0                 | 0                 | 6          | 0          | 0           | 0          | 22       | 2      | 1           | 0          |
| M. Anfang        | 3          | 0          | 0           | 0          | 1                 | 0                 | 0                 | 0                 | 1          | 0          | 0           | 0          | 5        | 0      | 0           | 0          |
| M. Büskens       | 33         | 1          | 6           | 0          | 2                 | 0                 | 0                 | 0                 | 8          | 0          | 1           | 0          | 43       | 1      | 7           | 0          |
| A. Dybek         | 0          | 0          | 0           | 0          | 0                 | 0                 | 0                 | 0                 | 0          | 0          | 0           | 0          | 0        | 0      | 0           | 0          |
| Y. Eigenrauch    | 13         | 0          | 0           | 0          | 0                 | 0                 | 0                 | 0                 | 2          | 0          | 0           | 0          | 15       | 0      | 0           | 0          |
| R. Eijkelkamp    | 29         | 1          | 6           | 0          | 1                 | 0                 | 0                 | 0                 | 8          | 3          | 1           | 0          | 38       | 4      | 7           | 0          |
| M. Goossens      | 24         | 4          | 5           | 0          | 2                 | 0                 | 1                 | 0                 | 5          | 3          | 0           | 0          | 31       | 7      | 6           | 0          |
| O. Held          | 23         | 1          | 2           | 0          | 2                 | 0                 | 0                 | 0                 | 5          | 0          | 0           | 0          | 30       | 1      | 2           | 0          |
| D. Klyuev        | 21         | 1          | 4           | 0          | 1                 | 0                 | 0                 | 0                 | 2          | 0          | 0           | 0          | 24       | 1      | 4           | 0          |
| M. Kurz          | 14         | 0          | 2           | 1          | 1                 | 0                 | 0                 | 0                 | 2          | 0          | 0           | 0          | 17       | 0      | 2           | 1          |
| J. Lehmann       | 34         | 1          | 2           | 0          | 2                 | 0                 | 0                 | 0                 | 7          | 0          | 0           | 0          | 43       | 1      | 2           | 0          |
| T. Linke         | 31         | 3          | 5           | 1          | 2                 | 0                 | 0                 | 0                 | 7          | 0          | 1           | 0          | 40       | 3      | 6           | 1          |
| R. Látal         | 26         | 1          | 4           | 0          | 2                 | 0                 | 0                 | 0                 | 6          | 0          | 0           | 0          | 34       | 1      | 4           | 0          |
| M. Max           | 19         | 4          | 1           | 0          | 0                 | 0                 | 0                 | 0                 | 6          | 1          | 0           | 0          | 25       | 5      | 1           | 0          |
| Y. Mulder        | 4          | 1          | 0           | 0          | 0                 | 0                 | 0                 | 0                 | 0          | 0          | 0           | 0          | 4        | 1      | 0           | 0          |
| A. Müller        | 21         | 1          | 0           | 0          | 2                 | 0                 | 0                 | 0                 | 6          | 0          | 0           | 0          | 29       | 1      | 0           | 0          |
| J. Němec         | 28         | 0          | 9           | 1          | 1                 | 0                 | 0                 | 0                 | 7          | 0          | 2           | 0          | 36       | 0      | 11          | 1          |
| M. Pereira       | 7          | 0          | 0           | 0          | 1                 | 0                 | 0                 | 0                 | 1          | 0          | 0           | 0          | 9        | 0      | 0           | 0          |
| M. Schierenberg  | 1          | 0          | 0           | 0          | 0                 | 0                 | 0                 | 0                 | 0          | 0          | 0           | 0          | 1        | 0      | 0           | 0          |
| M. Schober       | 0          | 0          | 0           | 0          | 0                 | 0                 | 0                 | 0                 | 1          | 0          | 0           | 0          | 1        | 0      | 0           | 0          |
| F. Tapalović     | 0          | 0          | 0           | 0          | 0                 | 0                 | 0                 | 0                 | 0          | 0          | 0           | 0          | 0        | 0      | 0           | 0          |
| O. Thon          | 29         | 1          | 4           | 0          | 0                 | 0                 | 0                 | 0                 | 6          | 1          | 0           | 0          | 35       | 2      | 4           | 0          |
| M. Wilmots       | 31         | 7          | 4           | 1          | 2                 | 1                 | 0                 | 0                 | 7          | 2          | 2           | 0          | 40       | 10     | 6           | 1          |
| J. de Kock       | 31         | 4          | 6           | 0          | 1                 | 0                 | 0                 | 1                 | 7          | 0          | 0           | 0          | 39       | 4      | 6           | 1          |
| M. van Hoogdalem | 28         | 5          | 7           | 1          | 2                 | 0                 | 1                 | 0                 | 8          | 1          | 1           | 0          | 38       | 6      | 9           | 1          |